# القنصلية العامة للولايات المتحدة في تشيناي
القنصلية العامة للولايات المتحدة الأمريكية تمثل تشيناي مصالح حكومة الولايات المتحدة في تشيناي (المعروفة سابقًا باسم مدراس) والهند والمناطق المحيطة. تتبع القنصلية السفير الأمريكي في نيودلهي. القنصل العام الحالي جوديث رافين، شاغل المنصب منذ سبتمبر 2020. وسبقها روبرت ج. بيرجس.
تحتل قنصلية الولايات المتحدة في تشيناي المرتبة الأولى عالميًا في معالجة التأشيرات القائمة على التوظيف، وتم تصنيفها كواحدة من أكبر مراكز التحكيم في أمريكا في العالم، وتحتل المرتبة الثامنة عالميًا في إصدار تأشيرات الفئة "L" و "H". فئة التأشيرات الصادرة. اعتبارًا من عام 2009، يدخل حوالي 20.000 زائر إلى القنصلية كل شهر للحصول على مجموعة من الخدمات، بما في ذلك المكتبة الأمريكية والبرامج الثقافية والتعليمية التي تجريها القنصلية العامة.

## الموقع
يقع مبنى القنصلية العامة بجانب مبنى مطبعة جامعة أكسفورد. تقع كل من القنصلية العامة ومركز المكتبات الأمريكية في نفس المبنى.

## هندسة معمارية

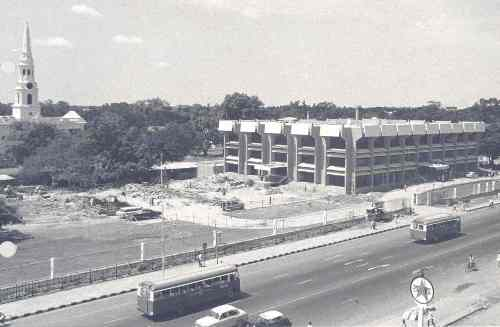
مبنى القنصلية العامة في تشيناي عام 1969

## المنطقة القنصلية
تخدم منطقة تشيناي القنصلية، التي تغطي ثلاث ولايات وثلاث مناطق اتحادية في البلاد، عدد سكان يبلغ حوالي 160 مليون نسمة وتشمل سبع لغات رسمية تستخدم يوميًا في عمليات التأشيرة بالبريد. أدى تزايد عدد سكان الطبقة المتوسطة في المنطقة الذين يعتزمون السفر إلى الخارج، وزيادة الطلب على القوى العاملة الماهرة في الولايات المتحدة، وتحول العلاقة بين الهند والولايات المتحدة إلى زيادة طلب التأشيرة في منطقة تشيناي القنصلية في السنوات الأخيرة. زاد الطلب على تأشيرات غير المهاجرين في تشيناي بأكثر من 80 في المائة بين عامي 2004 و 2007، وبلغ ذروته عند حوالي 280 ألفًا في عام 2007. رداً على ذلك، أضاف المنشور الموظفين ونوافذ المقابلات وتحسين التدريب، ومنع الاحتيال، وإدارة عبء العمل، مما يجعل أوقات الانتظار للحصول على تأشيرات غير المهاجرين مستقرة في أقل من أسبوع.
نظرًا للزيادة الكبيرة في طلب التأشيرة من منطقة تشيناي في السنوات الأخيرة، حددت السفارة في نيودلهي كل الهند كمنطقة قنصلية واحدة. مكن هذا الأشخاص الذين يسعون للحصول على مواعيد تأشيرة في نيودلهي وكالكوتا حتى لو كانوا يعيشون تقليديًا في منطقة تشيناي القنصلية.

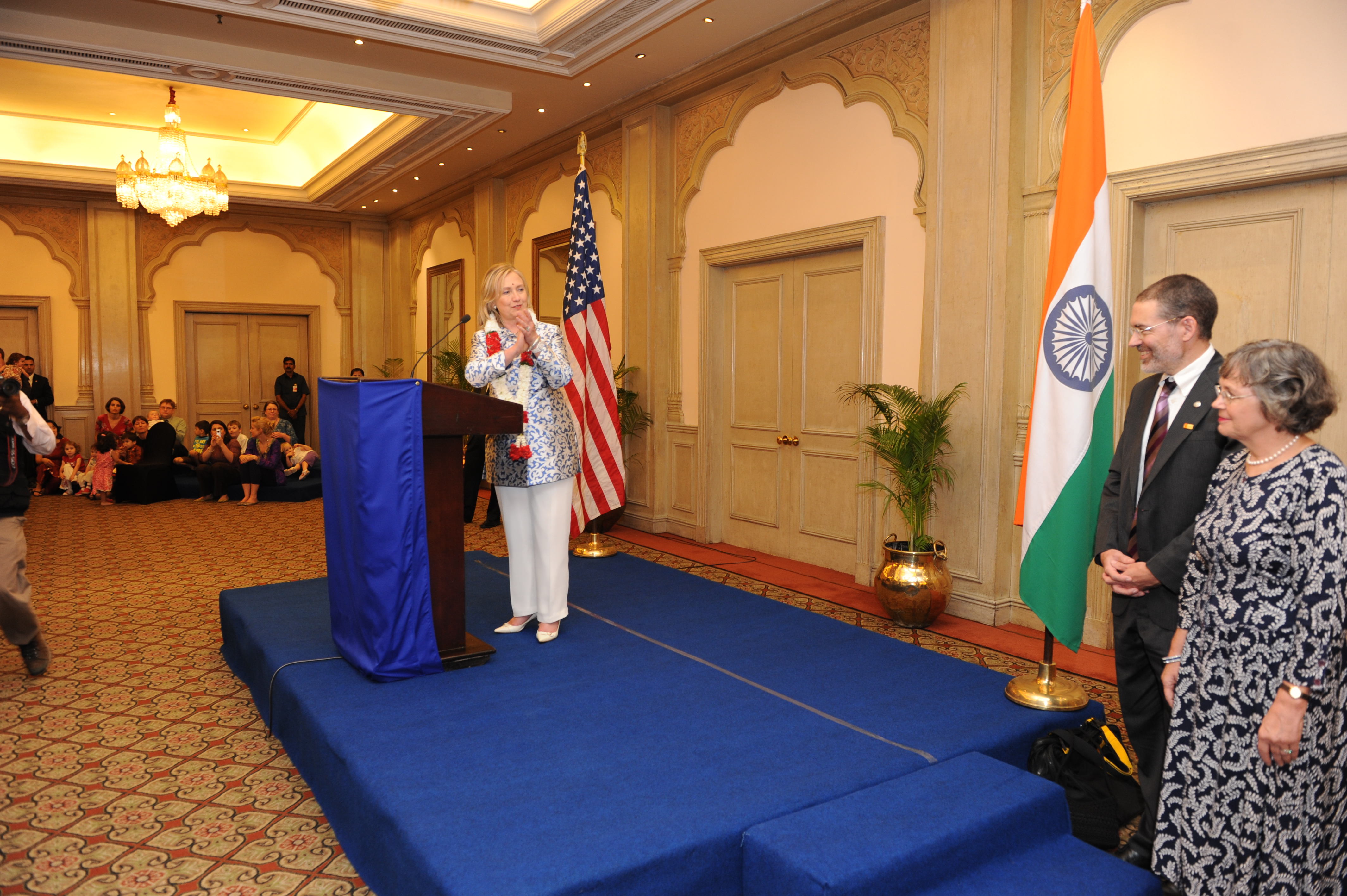
وزيرة الخارجية الأمريكية هيلاري كلينتون تلقي ملاحظات لموظفي وأفراد عائلات القنصلية العامة في تشيناي خلال زيارتها في عام 2011

### قائمة القنصل العام
- 1. Roy E. B. Bower (1947–)
- 20. Richard D. Haynes (August 2002 – April 2005)[8][9][10]
- 21. David T. Hopper (September 2005 – September 2008)[11]
- 22. Andrew T. Simkin (September 2008 – August 2011)[12]
- 23. Jennifer A. McIntyre (3 August 2011 – 17 September 2014)[13]
- 24. Phillip A. Min (18 September 2014 – January 2017)[14][15]
- 25. Robert G. Burgess (4 August 2017 – September 2020)[16]
- 26. Judith Ravin (September 2020–present)[17]

## المكتبة الأمريكية

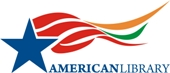
شعار المكتبة الأمريكية

## البرامج
في عام 2001، افتتح برنامج الإيدز العالمي (GAP) التابع لمراكز السيطرة على الأمراض والوقاية منها (CDC)، وهي وكالة تابعة لوزارة الصحة والخدمات الإنسانية، مكتبها في تشيناي للوقاية من وباء فيروس نقص المناعة البشرية في الهند بالشراكة مع البرنامج الوطني للسيطرة على الإيدز.

## الحوادث
في يناير 1998، تم تفجير قنبلة صغيرة تحت جسر الجوزاء بالقرب من مبنى القنصلية.
في عام 2011، تعرضت نائبة القنصل الأمريكي مورين تشاو لانتقادات بسبب ملاحظتها المثيرة للجدل حول بشرة السكان المحليين.  
في 14 سبتمبر 2012، تعرضت القنصلية لهجوم من قبل مجموعة من المتظاهرين، عندما تحول احتجاج من قبل المنظمات الإسلامية ضد الفيلم الأمريكي المثير للجدل براءة المسلمين إلى العنف، وبعد ذلك أغلقت القنصلية قسم التأشيرات لمدة يومين في 17 و 18 سبتمبر. 
في نوفمبر 2014، وهي مؤامرة إرهابية يزعم باكستان الصورة جهاز الاستخبارات (ISI) تم احباط لتنفيذ هجمات ارهابية في تشيناي القنصلية العامة من قبل السلطات الهندية. كانت المؤامرة تحمل الاسم الرمزي «قاعة الزفاف» والتي كان من المقرر أن ينفذها إرهابيان يُدعى «طهاة» كان من المقرر أن يدخل الهند من جزر المالديف. كانت العبوات الناسفة التي كان من المقرر زرعها في القنصلية العامة تسمى «سبايس».
في ديسمبر / كانون الأول 2015، غطت الفيضانات المدينة، بما في ذلك القنصلية، التي ورد أن المياه كانت تصل إلى 4 أقدام في الطوابق السفلية. صور على جدران القنصلية تصور هذا الحدث.[بحاجة لمصدر]

## روابط خارجية
- موقع القنصلية الأمريكية العامة العامة في تشيناي
- الخدمة التجارية الأمريكية الرسمية جنوب الهند
- كتالوج مواد المكتبة متاح في تشيناي وكلكتا ومومباي ونيودلهي
- الموقع الرسمي لغرفة التجارة الهندية الأمريكية فرع تاميل نادو